# Loughman
Loughman statisztikai település az USA Florida államában, Polk megyében. Lakosainak száma 5417 fő (2020. április 1.).

## Népesség
A település népességének változása:
| Lakosok száma | 1385 | 2680 | 5417 |
|               | 2000 | 2010 | 2020 |